# Захват заложников в Ереване (2016)
Захват полка Службы государственной охраны — чрезвычайное происшествие в Армении, заключавшееся в нападении на полицейский участок и захвате заложников 17 июля 2016 года, спровоцировавшее политический кризис.
17 июля 2016 года в столице Армении Ереване группа вооружённых людей, которые называют себя «Неистовые из Сасуна» (арм. Սասնա ծռեր, название взято из поэмы), взяли штурмом полицейский участок в Ереване и захватили девять заложников. Налётчики требовали освободить лидера оппозиции Жирайра Сефиляна, а также отставки президента Сержа Саргсяна. Во время нападения один полицейский был убит. После захвата отделения штурмовики начали силовое противостояние с правительственными силами. Одновременно с силовым противостоянием началась многолюдная акция протеста — митингующие выступили с требованиями отставки президента страны.

## Предпосылки возникновения кризиса
В 2013 году в Армении состоялись выборы, которые из-за многочисленных нарушений привели к потере популярности правящей Республиканской партии Армении.
В 2015 году по подозрению в подготовке государственного переворота были арестованы координатор общественной инициативы «В защиту освобожденных территорий» Жирайр Сефилян и несколько его сторонников, но освобожден вскоре после этого. Сефиляна арестовывали и ранее: в 2006 году — по обвинению в призыве к «насильственному свержению правительства», после чего он был заключен на 18 месяцев, он выпущен в 2008 году.
20 июня 2016 года Сефилян, который выступал против возможных уступок Азербайджану, вновь был арестован по подозрению в планировании захвата здания и сооружений связи, в том числе телевизионной башни Еревана.

## Кризис

### Захват заложников
17 июля вооружённая группа людей протаранила грузовиком стальные ворота базы полка полиции, взяла под контроль здания полка и выдвинула требования относительно освобождения из тюрьмы Жирайра Сефиляна. Во время захвата базы один полицейский погиб, ещё двое получили ранения, девять человек оказались в заложниках. В результате дальнейших переговоров двое заложников были отпущены.
Полиция назвала вооружённых людей террористами, оппозиция считает, что они исчерпали все возможности политической борьбы.
18 июля более 1500 протестующих провели антиправительственный митинг в Ереване, призывая к мирному урегулированию кризиса. При этом произошли столкновения с силами полиции, в которых сторонники оппозиции бросали камни в полицию, а полиция применила против протестующих слезоточивый газ и шумовые гранаты. 21 июля, после разгона акции протеста, были задержаны 136 участников массовых протестов.
23 июля появились признаки завершения противостояния, 24 числа были освобождены остальные заложники, в этот же день на территорию базы впервые были допущены журналисты.
За невыполнение требований относительно освобождения Жирайра Сефиляна до 25 июля боевики сожгли внутри участка три полицейских автомобиля.
28 июля в протестах приняло участие до 20 тысяч человек, при этом произошли столкновения, в которых большая группа полицейских в штатском напала с металлическими стержнями на безоружных людей, среди которых были также журналисты. 60 человек получили ранения. Во время противостояния были задержаны известные представители оппозиции Армении. Международное сообщество осудило эти нападения на гражданских и журналистов.

### Завершение кризиса
31 июля из-за угрозы начать штурм здания, вооружённая группа сдалась. Полиция сообщила, что были задержаны 20 боевиков.
С 1 по 11 августа протесты в Ереване продолжались. 4 августа, во время митинга в Ереване, около 20 протестующих были взяты под стражу в полиции.
В результате внутреннего расследования в полиции Армении были оштрафованы несколько полицейских, начальник полиции Еревана получил строгое предупреждение и был отстранён от своих обязанностей.